# Nérpola
Nérpola es el primer álbum de estudio de la banda de rock uruguaya Bufón, editado en 2003 a través de Koala Records. Los sencillos «La octava de Octavio», «California tour» y «Manicomio underground» se volvieron canciones representativas del sonido de la banda.
En 2002, Bufón llegó a la final del concurso Pepsi Bandplugged, transmitido por el Canal 10. A raíz de esa participación, Koala Records se interesó en el grupo y hacia finales de 2003 editó Nérpola. La grabación del álbum contó con la colaboración del cantante Sebastián Teysera como productor. La intención de la banda era crear un disco «ecléctico, que no sonara todo más o menos igual» con la «distorsión» como elemento en común entre todas las canciones.
Después de actuar como teloneros de Bersuit Vergarabat en mayo de 2004, la banda presentó Nérpola oficialmente en la Sala Zitarrosa y en noviembre del mismo año actuó en el festival Pilsen Rock. Nérpola fue candidato a mejor álbum revelación en los Premios Graffiti 2004.
Tras el fallecimiento del cantante Osvaldo Garbuyo y la disolución de Bufón, en 2011, el periodista y autor Carlos Dopico seleccionó Nérpola como un disco «esencial» del rock uruguayo y afirmó que aunque «no se le prestó demasiada atención», Garbuyo «era uno de los mejores escritores de letras de canciones de los últimos años en Uruguay».

## Lista de canciones
Todas las letras escritas por Osvaldo Garbuyo.
| N.º   | Título                           | Duración |  |
| 1.    | «A mi buñuelo»                   | 1:35     |  |
| 2.    | «Llegar a tu arco»               | 4:10     |  |
| 3.    | «El enviado»                     | 3:22     |  |
| 4.    | «Milonga el taperware»           | 0:42     |  |
| 5.    | «O está trucada la balanza»      | 3:43     |  |
| 6.    | «Monedas»                        | 3:26     |  |
| 7.    | «La octava de Octavio»           | 4:10     |  |
| 8.    | «Carlitos Rey y los Macronarcos» | 4:10     |  |
| 9.    | «El viaje del botija»            | 4:22     |  |
| 10.   | «Manicomio underground»          | 4:25     |  |
| 11.   | «California tour»                | 3:29     |  |
| 12.   | «Mimi sil»                       | 3:58     |  |
| 13.   | «Dios salve al bufón»            | 3:21     |  |
| 42:53 |                                  |          |  |

## Créditos
Bufón
- Osvaldo Garbuyo - Voz
- Aníbal Pereda - Bajo
- Gabriel Méndez - Guitarra
- Diego Méndez - Batería

Músicos adicionales
- Federico Lima - Voz en «Carlitos Rey y los Macronarcos»

Producción
- Gastón Ackermann - Mezcla
- Diego Méndez - Mezcla
- Sebastián Teysera - producción de voz[9]